# Poblado Cinco, Uxpanapa
Poblado Cinco är en ort i Mexiko.   Den ligger i kommunen Uxpanapa och delstaten Veracruz, i den sydöstra delen av landet, 500 km öster om huvudstaden Mexico City. Poblado Cinco ligger 110 meter över havet och antalet invånare är 1 329.
Terrängen runt Poblado Cinco är platt åt nordväst, men åt sydost är den kuperad. Runt Poblado Cinco är det ganska glesbefolkat, med 29 invånare per kvadratkilometer. Närmaste större samhälle är Poblado 10, 10,6 km öster om Poblado Cinco. Omgivningarna runt Poblado Cinco är en mosaik av jordbruksmark och naturlig växtlighet.